# Polícar (kommunhuvudort)
Polícar är en kommunhuvudort i Spanien.   Den ligger i provinsen Provincia de Granada och regionen Andalusien, i den södra delen av landet, 400 km söder om huvudstaden Madrid. Polícar ligger 1 160 meter över havet och antalet invånare är 229.
Terrängen runt Polícar är varierad. Runt Polícar är det ganska glesbefolkat, med 34 invånare per kvadratkilometer. Närmaste större samhälle är Guadix, 9,6 km nordost om Polícar. Omgivningarna runt Polícar är i huvudsak ett öppet busklandskap.